# 대한민국 형법 제87조
대한민국 형법 제87조는 내란죄에 관한 형법 각칙의 조문이다. '국가의 내적 안전'을 보호법익으로 한다. 2020년 12월 개정에서 수괴가 순수 우리말인 우두머리로 변경되었다. 외국인이 한국 밖에서 이 범죄를 저지르더라도 예외적으로 처벌하고 있다

## 조문
| 제87조 【내란】 국토를 참절하거나 국헌을 문란할 목적으로 폭동한 자는 다음의 구별에 의하여 처단한다. 1. 우두머리는 사형, 무기징역 또는 무기금고에 처한다. 2. 모의에 참여하거나 지휘하거나 기타 중요한 임무에 종사한 자는 사형, 무기 또는 5년 이상의 징역이나 금고에 처한다. 살상, 파괴 또는 약탈의 행위를 실행한 자도 같다. 3. 부화수행하거나 단순히 폭동에만 관여한 자는 5년 이하의 징역 또는 금고에 처한다. - 본죄의 미수범은 처벌하며 (→형법 제89조), 예비·음모, 선동·선전 행위도 처벌한다. (→형법 제90조) - '국토 참절'이란 대한민국 영토주권의 전부 또는 일부를 배제하려는 목적을 말한다. - '국헌 문란'의 정의는 형법 제91조 조문에 규정하였다. |

## 판례
| - 내란죄는 고의 이외에 국헌문란과 국토참절의 목적이 있어야 한고 미필적 인식이면 족하다는 판례이다. 내란죄에 있어서의 국헌문란의 목적은 엄격한 증명사항에 속하고 직접적임을 요하나 결과발생의 희망 · 의욕임을 필요로 한다고 할 수는 없고, 또 확정적 인식임을 요하지 아니하며, 다만 미필적 인식이 있으면 족하다. — (대판 1980.5.20, 80도306) |
| - 내란죄의 기수시기를 목적의 달성 여부와 상관없이 '국토참절과 국헌문란의 목적으로 평온을 해할 정도의 폭행, 협박 행위를 한 때'로 보고 있다. 내란죄는 국토를 참절하거나 국헌을 문란할 목적으로 폭동한 행위로서, 다수인이 결합하여 위와 같은 목적으로 한 지방의 평온을 해할 정도의 폭행 · 협박 행위를 하면 기수가 되고, 그 목적의 달성 여부는 이와 무관한 것으로 해석되므로, 다수인이 한 지방의 평온을 해할 정도의 폭동을 하였을 때 이미 내란의 구성요건은 완전히 충족된다고 할 것이어서 상태범으로 봄이 상당하다.— (대판 1997.4.17, 96도3376, 전합) |

## 참고문헌
1. ↑  김태언, 형법 ‘내란 수괴’→‘우두머리’ 2020년 한글화 변경, 동아일보, 2024-12-11
2. ↑  대한민국 형법 제5조(외국인의 국외범)

## 같이 보기
- 내란죄
- 내란목적살인죄
- 내란선동죄
- 내란음모죄
- 내란예비죄
- 반란죄
- 군형법